# Liste des personnages historiques de la Première Guerre mondiale
Cette liste des personnages historiques de la Première Guerre mondiale comprend les principaux dirigeants militaires et politiques des pays belligérants pendant la Première Guerre mondiale, les chefs de principaux mouvements indépendantistes, ainsi que quelques autres personnalités ayant joué un rôle militaire, industriel, humanitaire ou culturel significatif dans ce conflit.

## Afrique du Sud
(Entrée en guerre : 4 août 1914)

### Militaires
- Henry Lukin (en) (1860-1925), général
- Jacob Louis Van Deventer (en), (1874-1922), général

### Hommes politiques
- Louis Botha (1862-1919), Premier ministre
- Jan Smuts (1870-1950), Premier ministre

### Indépendantiste
- Manie Maritz (1876-1940), Afrikaner

## Allemagne
(Entrée en guerre : 1er août 1914)

### Monarchie
- Empereur Guillaume II d'Allemagne
- Guillaume de Prusse, Kronprinz (prince héritier)

### Militaires

#### Haut-commandement
- Erich von Falkenhayn (1861-1922), Generalfeldmarschall, chef d’état-major général de 1914 à 1916
- Paul von Hindenburg (1847-1934), Generalfeldmarschall, chef d’état-major général de 1916 à 1918
- Léopold de Bavière (1846-1930), commandant du front de l'Est de 1916 à 1918
- Erich Ludendorff (1865-1937), adjoint du chef d'état-major général de 1916 à 1918
- Helmuth von Moltke (1848-1916), chef d’état-major de 1906 à 1914
- Alfred von Schlieffen (1833-1913), chef d’état-major avant la guerre, concepteur du plan Schlieffen

#### Autres militaires
- Otto von Below, général
- Karl von Bülow, Generalfeldmarschall
- Hermann von François, général
- Colmar von der Goltz, maréchal ottoman
- Wilhelm Groener
- Franz von Hipper, amiral, commandant de la Flotte de haute mer
- Max Hoffmann, général
- Alexander von Kluck, général
- Paul Emil von Lettow-Vorbeck
- Otto Liman von Sanders (1855-1929), général ottoman
- August von Mackensen, Generalfeldmarschall
- Manfred von Richthofen (1892-1918), pilote de chasse, As
- Rupprecht de Bavière, prince héritier de Bavière, général
- Alfred von Tirpitz (1849-1930), ministre de la Marine
- Adolf Hitler (1889-1945), estafette (caporal) austro-hongrois

### Hommes politiques

#### Chanceliers
- Bernhard von Bülow, chancelier impérial de 1900 à 1909, ambassadeur en Italie de 1914 à 1915
- Theobald von Bethmann Hollweg, chancelier impérial de 1909 à 1917
- Georg Michaelis, chancelier impérial en 1917
- Georg von Hertling, chancelier impérial de 1917 à 1918
- Max de Bade (1867-1929), chancelier impérial en 1918
- Friedrich Ebert (1871-1925), dirigeant du Parti social-démocrate, chancelier impérial en 1918, premier président de la République de Weimar

#### Autres hommes politiques
- Matthias Erzberger, dirigeant de l’aile gauche du Parti catholique, signataire de l’armistice de 1918
- Gottlieb von Jagow, secrétaire aux Affaires extérieures de 1913 à 1916
- Richard von Kühlmann, secrétaire aux Affaires extérieures de 1917 à 1918
- Philipp Scheidemann, dirigeant social-démocrate, premier chancelier de la République de Weimar en 1919
- Gustav Stresemann (1878-1929), dirigeant de l’aile impérialiste du Parti national libéral
- Arthur Zimmermann, secrétaire aux Affaires extérieures de 1916 à 1917

### Autres
- Anthony Fokker (1890-1939), industriel aéronautique
- Walther Rathenau (1867-1922), industriel, organisateur de l'industrie de guerre

## Australie
(Entrée en guerre : 4 août 1914)

### Militaires
- Henry Gordon Bennett (1887-1962) commandant de la 3e brigade d’infanterie
- William Throsby Bridges (1861-1915), commandant de la 1re division, commandant des Forces australiennes impériales
- Harry Chauvel (1865-1945), commandant de la division Anzac,
- Pompey Elliott (en), général
- John Gellibrand (en), commandant de la 3e division
- William Glasgow (en), commandant de la 1re division
- Talbot Hobbs (1864-1938), commandant de la 5e division
- James Whiteside McCay (1864-1930), commandant de la 5e division
- John Monash (1865-1931), commandant de la 3e division
- Charles Rosenthal (1875-1954), commandant de la 2e division
- Brudenell White (en), général

### Hommes politiques
- Andrew Fisher, Premier ministre de 1914 à 1915
- Billy Hughes (1862-1952), Premier ministre de 1915 à 1923

### Autres
- Charles Bean (1879-1968), correspondant de guerre officiel

## Autriche-Hongrie
(Entrée en guerre : 28 juillet 1914)

### Monarchie
- François-Joseph, empereur de 1848 à 1916
- Charles Ier, empereur de 1916 à 1918
- François-Ferdinand d'Autriche (1863-1914), archiduc héritier du trône, son assassinat provoque la guerre

### Militaires

#### Haut-commandement
- Franz Conrad von Hötzendorf (1852-1925), chef d’état-major de 1906 à 1911 et de 1912 à 1917
- Artur Arz von Straussenburg (1857-1935), chef d’état-major de 1917 à 1918
- Alexander von Krobatin, Generalfeldmarschall, ministre de la Guerre de 1912 à 1917
- Rudolf Stöger-Steiner von Steinstätten, ministre de la Guerre de 1917 à 1918
- Frédéric de Teschen, généralissime de 1914 à 1917

#### Autres militaires
- Eduard von Böhm-Ermolli, Generalfeldmarschall
- Svetozar Borojević von Bojna, Generalfeldmarschall
- Viktor von Dankl, général
- Hermann Kövess, Generalfeldmarschall
- Oskar Potiorek (1853-1933), général
- Franz Rohr von Denta, Generalfeldmarschall
- Viktor Weber von Webenau, général, signataire de l'armistice de Villa Giusti

### Hommes politiques
- Friedrich Adler, dirigeant du Parti social-démocrate
- Victor Adler, dirigeant social-démocrate
- Gyula Andrássy le Jeune (1860-1929), ministre des Affaires extérieurs en 1918
- Leopold Berchtold (1863-1942), ministre des Affaires extérieures de 1912 à 1915
- Stephan Burián von Rajecz (1851-1922), ministre des Affaires extérieures de 1915 à 1916 et en 1918, ministre des Finances de 1916 à 1918
- Heinrich von Clam-Martinic (1863-1932), premier ministre d’Autriche de 1916 à 1917
- Ottokar Czernin (1872-1932), ministre des Affaires extérieures de 1916 à 1918
- Móric Esterházy (1881-1960), premier ministre de Hongrie en 1917
- Ernst Seidler von Feuchtenegg (1862-1931), premier ministre d’Autriche de 1917 à 1918
- Max Hussarek von Heinlein (1865-1935), premier ministre d’Autriche en 1918
- Mihály Károlyi (1875-1955), dirigeant du Parti indépendantiste hongrois et premier ministre de Hongrie en 1918
- Ernest von Koerber (1850-1919), premier ministre d’Autriche en 1916
- Heinrich Lammasch (1853-1920), premier ministre d’Autriche en 1918
- Karl Renner (1870-1950), dirigeant social-démocrate, plus tard chancelier
- Karl Stürgkh (1859-1916), premier ministre d’Autriche de 1911 à 1916
- István Tisza (1861-1918), premier ministre de Hongrie de 1913 à 1917
- Sándor Wekerle (1848-1921), premier ministre de Hongrie de 1917 à 1918

### Indépendantistes
- Edvard Beneš, Tchécoslovaque
- Józef Haller, Polonais
- Tomáš Masaryk, Tchécoslovaque
- Gavrilo Princip (1894-1918), Serbe de Bosnie-Herzégovine, assassin de François-Ferdinand d’Autriche

## Belgique
(Entrée en guerre : 4 août 1914)

### Monarchie
- roi Albert Ier de Belgique (1875-1934)
- reine Élisabeth de Belgique (1876-1965)

### Militaires
- Victor Deguise (1855-1922), général
- Émile Dossin de Saint-Georges (1854-1936), général
- Augustin Édouard Michel du Faing d'Aigremont (1855-1931), général
- Cyriaque Gillain (1857-1931), général, chef d’état-major
- Alphonse Jacques de Dixmude (1858-1928), général
- Gérard Leman (1851-1920), général
- Albert Lantonnois van Rode (1852-1934), général
- Armand Huyghé de Mahenge (1871-1944), général
- Papa Merx (1849-1938), doyen des volontaires de guerre
- Louis Ruquoy (1861-1937), général, chef d’état-major
- Charles Tombeur de Tabora (1867-1947), général, commandant en chef de la Force publique du Congo belge
- Félix Wielemans (1863-1917), général, chef d’état-major
- Léon de Witte de Haelen (1857-1933), général

### Hommes politiques
- Baron Eugène Beyens (1855-1934), Ministre des Affaires Étrangères
- Baron Charles de Broqueville (1860-1940), Premier ministre à plusieurs reprises, notamment dans le gouvernement belge en exil à Sainte-Adresse
- Paul Hymans (1865-1941), ministre des Affaires étrangères à plusieurs reprises

### Autres
- Walthère Dewé, (1880~1944), chef de réseau d'espionnage la Dame blanche
- Albert Hustin, (1882-1967) découvreur en 1913, à l'institut Solvay du procédé de conservation du sang qui allait changer les soins aux malades et aux blessés, surtout durant la guerre ; en 1964, il refusa d'être nommé pour le prix Nobel de médecine.
- Liévin Thésin (1883-1972), prêtre, résistant et espion de la Première Guerre mondiale.
- Armand Jeannes (1889-?), traître notoire
- Dieudonné Lambrecht (1882-1916), agent de renseignement
- Désiré-Joseph Mercier, (1851-1926), cardinal, s'opposa aux occupants durant l'occupation allemande
- Yvonne Vieslet (1908-1918), enfant martyre

## Bulgarie
(Entrée en guerre : 12 octobre 1915)

### Monarchie
- Ferdinand Ier, roi de 1908 à 1918
- Boris III, roi en 1918

### Militaires
- Nicolas Jékov (1864-1949), commandant en chef
- Kliment Boyadjiev, général
- Gueorgui Todorov, général.

### Hommes politiques
- Alexandre Malinov (1867-1938), Premier ministre de 1908 à 1911 et en 1918
- Vassil Radoslavov (1854-1929), Premier ministre
- Alexandre Stamboliyski (1879-1923), opposant antimonarchiste

## Canada(incluantTerre-Neuve)
(Entrée en guerre : 4 août 1914)

### Militaires
- William George Barker (1894-1930), As, pilote de chasse détenteur de la croix de Victoria
- Julian Byng, commandant du Corps expéditionnaire canadien
- Arthur Currie (1875-1933), commandant de la 1re division puis des Forces canadiennes
- John McCrae (1872-1918) docteur et poète, auteur de Au champ d'honneur
- Henry Norwest (1884-1918), un des tireurs d’élite les plus renommés durant la Grande Guerre
- Francis Pegahmagabow (1891-1952), l’aborigène canadien le plus décoré
- George Lawrence Price (1898-1918), du 28e bataillon, dernier soldat tué pendant la Grande Guerre, deux minutes avant l’armistice
- Tommy Ricketts (en) (1901-1967) à 17 ans, plus jeune à recevoir la croix de Victoria
- Richard Turner (en) (1871-1948) chef d’état-major canadien

### Hommes politiques
- Robert Laird Borden (1854-1937), Premier ministre de 1911 à 1920
- Henri Bourassa (1868-1952), mène l’opposition canadienne-française contre la conscription
- Sam Hughes (1853-1921), ministre de la Milice et de la Défense

## Empire ottoman
(Entrée en guerre : 31 octobre 1914)

### Monarchie
- Mehmed V, sultan de 1909 à 1918
- Mehmed VI, sultan de 1918 à 1922

### Militaires
- Mustafa Kemal (Atatürk), (1881-1938), général
- Halil Pacha, général

### Hommes politiques
- Ahmed Izzet Pacha, grand vizir
- Djemal Pacha, ministre de la Marine, gouverneur militaire de Syrie
- Enver Pacha, ministre de la Guerre
- Mehmet Cavit Bey, ministre des Finances
- Rauf Orbay, ministre de la Marine, signataire de l'armistice de Moudros
- Saïd Halim Pacha, grand vizir
- Talaat Pacha, ministre de l’Intérieur puis grand vizir

### Indépendantistes
- Hussein ben Ali, chef de la révolte arabe
- Fayçal, commandant de la révolte arabe

## États-Unis
(Entrée en guerre : 6 avril 1917)

### Militaires
- Tasker Howard Bliss (1853-1930), chef d’état-major de l’Armée
- Hunter Liggett, général commandant du Premier corps puis de la Première Armée américaine en France
- Peyton C. March (1864-1955), chef d’état-major de l’Armée de 1918 à 1921
- George Patton, commandant du corps blindé
- John J. Pershing (1860-1948), commandant de la Force expéditionnaire américaine
- Eddie Rickenbacker (1890-1973), As
- Leonard Wood (1860-1927), général

### Hommes politiques
- Woodrow Wilson, (1856-1924), 28e président de 1913 à 1921
- Newton D. Baker (1871-1937), secrétaire à la Guerre de 1916 à 1921
- Edward Mandell House, conseiller du président Wilson
- Robert Lansing (1864-1928), secrétaire d’État de 1915 à 1920

## Finlande
(Province de l'Empire russe, proclame son indépendance : 6 décembre 1917)

### Militaires
- Carl Gustaf Emil Mannerheim (1867-1951), général russe puis commandant de l'armée finlandaise
- Kurt Martti Wallenius (1893-1984), commandant des Jägers finlandais
- Paavo Talvela (1897-1973), officier des Jägers finlandais

### Hommes politiques
- Kaarlo Juho Ståhlberg (1865-1952), premier président de la Finlande
- Lauri Kristian Relander (1883-1942), second président de la Finlande
- Pehr Evind Svinhufvud (1861-1944) troisième président de la Finlande

## France
(Entrée en guerre : 3 août 1914)

### Militaires

#### Haut-commandement
- Édouard de Castelnau (1851-1944), général
- Ferdinand Foch (1851-1929), général, commandant suprême allié, maréchal de France
- Louis Franchet d'Esperey (1856-1942), général, maréchal de France, commandant du front d'Orient
- Joseph Gallieni (1849-1916), général, ministre de la Guerre, maréchal de France
- Joseph Joffre (1852-1931), général, commandant en chef, maréchal de France
- Hubert Lyautey (1854-1934), général, ministre de la Guerre, maréchal de France
- Robert Georges Nivelle (1856-1924), général, commandant en chef
- Philippe Pétain (1856-1951), général, commandant en chef, maréchal de France
- Pierre Auguste Roques (1856-1920), général et ministre de la Guerre
- Maxime Weygand (1867-1965), général, major général des armées alliées

#### Autres militaires
- Albert Séverin Roche (1895-1939), soldat.
- Henri Claudon (1864-1935), général, chef de la mission militaire française aux États-Unis
- Louis Dartige du Fournet vice-amiral, commandant en chef de la flotte française en Méditerranée
- Auguste Dubail (1851-1934), général
- Maurice Boyau (1888-1918) soldat, aviateur
- Émile Fayolle (1852-1928), général, maréchal de France
- René Fonck (1894-1953), pilote de chasse
- Georges Guynemer (1894-1917), pilote de chasse, as
- Lucien Lacaze (1860-1955) amiral et ministre de la Marine;
- Charles Mangin (1866-1925), général
- Michel Joseph Maunoury (1847-1923), général, maréchal de France
- Maurice Pellé (1863-1924), général
- Maurice Sarrail (1856-1929), général
- Joseph Darnand (1897-1945), soldat

### Hommes politiques

#### Chefs d'État et de gouvernement
- Raymond Poincaré (1860-1934), président de la République de 1913 à 1920
- Joseph Caillaux (1863-1944), président du Conseil de 1911 à 1912
- Alexandre Ribot (1842-1923), président du Conseil en 1914 et 1917
- René Viviani (1862-1925), président du Conseil de 1914 à 1915
- Aristide Briand (1862-1932), président du Conseil de 1909 à 1911, en 1913, de 1915 à 1917, de 1921 à 1922, de 1925 à 1926, en 1929
- Paul Painlevé (1863-1933), président du Conseil en 1917
- Georges Clemenceau (1841-1929), président du Conseil de 1917 à 1920

#### Autres hommes politiques
- Paul Deschanel (1855-1922), président de la Chambre des députés pendant tout le conflit
- Théophile Delcassé (1852-1923), ministre des Affaires étrangères de 1914 à 1915
- Gaston Doumergue (1863-1937), ministre des Colonies
- Jean Jaurès (1859-1914), dirigeant du Parti socialiste, assassiné à la veille de la guerre
- Alexandre Millerand (1859-1943), ministre de la Guerre de 1912 à 1913 et de 1914 à 1915
- Stephen Pichon (1857-1933), journaliste et ministre des Affaires étrangères
- Paul Doumer (1857-1932), à la tête du cabinet civil du gouvernement militaire de Paris en 1914, ministre d'État et membre du Comité de guerre en 1917

### Autres
- Louis Renault (1877-1944), industriel

## Grèce
(Entrée en guerre : 29 juin 1917)

### Militaires
- Panagiótis Danglís, général
- Emmanuel Zymvrakakis, général

### Hommes politiques
- roi Constantin Ier
- roi Alexandre Ier
- Elefthérios Venizélos, Premier ministre

## Italie
(Entrée en guerre : 23 mai 1915)

### Monarchie
- Victor-Emmanuel III d'Italie (1869-1947)

### Militaires
- Luigi Cadorna, chef d’état-major
- Luigi Capello, général
- Armando Diaz, général
- Louis-Amédée de Savoie, commandant en chef de la marine
- Emmanuel-Philibert de Savoie, prince de Savoie, maréchal
- Paolo Emilio Thaon di Revel, amiral
- Emilio Lussu (1890-1975), officier et écrivain

### Hommes politiques
- Paolo Boselli, Premier ministre
- Alfredo Dallolio, ministre des Munitions
- Giovanni Giolitti, Premier ministre
- Vittorio Orlando, Premier ministre
- Antonino Paternò-Castello, ministre des Affaires extérieures
- Antonio Salandra, Premier ministre
- Sidney Sonnino, ministre des Affaires extérieures

### Indépendantiste
- Ahmed Sharif El-Senussi, Libyen

### Autres
- Gabriele D'Annunzio, écrivain et poète
- Benoît XV, pape de 1914 à 1922
- Benito Mussolini (1883-1945), journaliste
- Angelo Roncalli, aumônier militaire, futur Jean XXIII

## Japon
(Entrée en guerre : 23 août 1914)
- Empereur Taishō
- Kamio Mitsuomi, général
- Shigenobu Okuma, Premier ministre (1914-1916)
- Masatake Terauchi, Premier ministre (1916-1918)
- Takashi Hara, Premier ministre (1918-1921)
- Yamashita Gentarō, amiral
- Yamaya Tanin, amiral

## Luxembourg
Statut : pays neutre occupé par l'Allemagne
- Marie-Adélaïde de Luxembourg, grande-duchesse.
- Paul Eyschen, Mathias Mongenast, Hubert Loutsch, Victor Thorn, Léon Kauffman et Émile Reuter sont les six présidents du gouvernement qui se succèdent au cours de cette période.

## Mexique
Statut : pays neutre
- Venustiano Carranza, président, refuse de joindre l’Allemagne après le télégramme Zimmermann
- Pancho Villa, rebelle

## Monténégro
(Entrée en guerre : 6 août 1914)
- Nicolas Ier, roi d'un pays envahi par les Empires centraux en 1915
- Janko Vukotić (en), général

## Nouvelle-Zélande
(Entrée en guerre : 4 août 1914)

### Militaires
- Edward Chaytor, général
- Andrew Hamilton Russell (en), général

### Hommes politiques
- James Allen, ministre de la Défense
- William Massey, Premier ministre de 1912 à 1925
- Joseph Ward, Premier ministre adjoint de 1915 à 1919

## Pays-Bas
Statut : pays neutre
- Wilhelmine des Pays-Bas (1880-1962), reine
- Pieter Cort van der Linden, Premier ministre de 1913 à 1918

## Portugal
L'Allemagne déclare la guerre au Portugal le 9 mars 1916. Cf: Histoire militaire du Portugal pendant la Première Guerre mondiale.

### Militaires
- João Tamagnini Barbosa , général chef du Corps expéditionnaire portugais en France;
- Garcia Rosado , général chef du Corps expéditionnaire portugais en France;
- Norton de Matos, général.

### Hommes politiques
- Teófilo Braga, président de la république;
- Bernardino Machado, président de la république;
- Sidónio Pais, président de la république;
- Joaquim Pimenta de Castro, premier ministre;
- Afonso Costa, premier ministre;
- António José de Almeida, premier ministre;
- Egas Moniz, représentant du Portugal au traité de Versailles.

## Roumanie
(Entrée en guerre : 27 août 1916)

### Monarchie
- Carol Ier, roi de 1866 à 1914
- Ferdinand Ier(1865-1927), roi de 1914 à 1927
- Marie d'Edimbourg, reine, épouse du roi Ferdinand

### Militaires
- Constantin Prezan, maréchal
- Henri Berthelot, général français réorganisateur de l'armée roumaine

### Hommes politiques
- Alexandru Averescu, général puis ministre;
- Ion I. C. Brătianu, premier ministre ministre des Affaires étrangères
- Constantin Coandă, général puis ministre
- Alexandru Marghiloman, premier ministre, président de la Croix-Rouge roumaine, signataire du traité de Bucarest

## Russie
(Entrée en guerre : 1er août 1914)

### Famille impériale
- Empereur Nicolas II (1868-1918), abdique le 15 mars 1917 ;
- Grand-duc Michel Alexandrovitch Romanov (1878-1918), refuse le trône après l’abdication de Nicolas ;
- Grand-duc Nicolas, commandant suprême de l'Armée russe, commandant du front du Caucase, repoussa l'offre de prendre la couronne ;
- Georges Mikhaïlovitch, général ;
- Impératrice Alexandra (1872-1918).

### Militaires
- Mikhaïl Alekseïev, général
- Alexeï Broussilov, général
- Iouri Danilov, général
- Anton Dénikine, général
- Alexandre Koltchak, amiral
- Lavr Kornilov, (1870-1918), général
- Alexeï Kouropatkine, général
- Grand-duc Nicolas Nikolaïevitch
- Paul von Rennenkampf, général
- Alexandre Samsonov, général
- Nikolaï Ioudenitch, général
- Pavel Argueïev, as russe, servi dans la Légion étrangère

### Hommes politiques

#### Gouvernement impérial
- Mikhaïl Beliaïev, ministre de la Guerre en 1917
- Dmitri Chouvaïev, ministre de la Guerre en 1916
- Nicolas Dimitrievitch Galitzine, Premier ministre en 1917
- Ivan Goremykine, Premier ministre de 1914 à 1916
- Alexis Khvostov, ministre de l'Intérieur de 1915 à 1916
- Vladimir Nikolaïevitch Kokovtsov, ministre des Finances de 1903 à 1914, Premier ministre de 1911 à 1914
- Alexandre Krivocheïne (en), ministre de l’Agriculture de 1908 à 1915
- Nikolaï Alexeïevitch Maklakov, ministre de l’Intérieur de 1912 à 1915
- Alexeï Polivanov, ministre de la Guerre de 1915 à 1916
- Nikolaï Pokrovski, ministre de Finances de 1916 à 1917
- Alexander Protopopov, ministre de l’Intérieur de 1916 à 1917
- Sergueï Sazonov, ministre des Affaires extérieures de 1910 à 1916
- Nicolas Chtcherbatov, ministre de l'Intérieur de 1915 à 1916
- Boris Stürmer, Premier ministre en 1916
- Alexandre Feodorovitch Trepov, Premier ministre de 1916 à 1917
- Vladimir Alexandrovitch Soukhomlinov, ministre de la Guerre de 1909 à 1915

#### Gouvernement provisoire
- Alexandre Goutchkov, ministre de la Guerre en 1917
- Alexandre Kerenski (1881-1970), second chef du gouvernement provisoire
- Georgui Lvov, premier chef du gouvernement provisoire
- Pavel Milioukov, ministre des Affaires étrangères en 1917

#### Autres hommes politiques
- Vladimir Pourichkevitch, chef de l’aide droite, assassin de Raspoutine
- Grigori Raspoutine (1872-1919), moine, mystique
- Félix Youssoupoff, assassin de Raspoutine

### Bolchéviques et révolutionnaires
- Nikolaï Boukharine (1888-1938), bolchévique
- Stepan Chahoumian (1878-1918), bolchévique arménien
- Lev Kamenev (1883-1936), bolchévique
- Alexandra Kollontaï (1872-1952), bolchévique
- Vladimir Ilitch Lénine (1870-1924), dirigeant bolchévique
- Julius Martov (1873-1923), menchévique
- Viktor Tchernov (1873-1952), socialiste-révolutionnaire
- Léon Trotski (1879-1940), bolchévique
- Grigori Zinoviev (1883-1936), bolchévique

### Indépendantistes
- Noé Jordania, Géorgien
- Hovannès Katchaznouni, Arménien
- Aram Manoukian, Arménien
- Symon Petlioura, Ukrainien
- Józef Piłsudski, Polonais
- Pavlo Skoropadsky, Ukrainien

## Royaume-Uni
(Entrée en guerre : 4 août 1914)

### Monarchie
- Roi George V
- Reine Marie

### Militaires
- Edmund Allenby (1861-1936), commandant de la campagne de Palestine
- David Beatty (1871-1936), amiral
- William Birdwood (1865-1951), général à Gallipoli et pendant les batailles de la Somme
- Julian Byng (1862-1935), général
- Adrian Carton de Wiart, Croix de Victoria, commandant de front
- John Arbuthnot Fisher (1841-1920), amiral
- John French (1852-1925), commandant de la Force expéditionnaire britannique (1914-1915)
- Hubert Gough, général
- Douglas Haig (1861-1928), commandant de la Force expéditionnaire britannique (1915-1918)
- Ian Hamilton (1853-1947) commandant à Gallipoli
- Aylmer Hunter-Weston (1864-1940), général
- John Jellicoe (1859-1935), amiral
- Roger John Brownlow Keyes, Dardanelles, raid sur Zeebrugge et Ostende
- Horatio Herbert Kitchener (1850-1916), field-marshall, secrétaire d’État à la Guerre
- Charles Monro, général pendant l'expédition de Salonique
- George Milne, général pendant l'expédition de Salonique
- Herbert Plumer (1857-1932), général
- Henry S. Rawlinson (1864-1925), général
- William Robertson (1860-1933), chef d’état-major impérial de 1915 à 1917
- Horace Smith-Dorrien (1858-1930), général
- Henry Hughes Wilson (1864-1922), chef d’état-major impérial, 1918

### Hommes politiques
- Herbert Asquith, Premier ministre de 1908 à 1916
- Arthur Balfour (1848-1930), secrétaire des Affaires étrangères
- Winston Churchill, Premier Lord de l’Amirauté de 1911 à 1915
- George Curzon (1859-1925), politicien unioniste
- John Dillon, (1851-1927), dirigeant du Parti parlementaire irlandais
- Edward Grey, secrétaire des Affaires étrangères
- Andrew Bonar Law (1858-1923), dirigeant du Parti conservateur et unioniste
- David Lloyd George, Premier ministre de 1916 à 1922
- Alfred Milner, homme politique
- John Redmond (1856-1918), dirigeant du Parti parlementaire irlandais.

### Indépendantistes
- Roger Casement, Irlandais
- Patrick Pearse, Irlandais

### Autres
- Thomas Edward Lawrence (1888-1935), mène la révolte arabe
- W. H. R. Rivers, (1864-1922), psychiatre, étudie le trouble de stress post-traumatique chez les soldats
- Dorothy Lawrence, correspondante de guerre

## Serbie
(Entrée en guerre : 28 juillet 1914)

### Monarchie
- Roi Pierre Ier (1844-1921)
- Alexandre (1888-1934), prince héritier

### Militaires
- Petar Bojović (1858-1945), voïvode (maréchal), chef d'état-major
- Živojin Mišić (1855-1921), voïvode
- Radomir Putnik (1847-1917), chef d’état-major
- Stepa Stepanović (1856-1929), voïvode
- Bosa Janković, général
- Pavle Jurišić Šturm, général
- Petar Vasić (1862-1931), colonel

### Hommes politiques
- Nikola Pašić, (1845-1926), Premier ministre de 1912 à 1918

### Autres
- Dragutin Dimitrijević, (1877-1917), fondateur de la Main noire

## Suisse
- Gustave Ador, président du Comité international de la Croix-Rouge de 1910 à 1928